# Sara Montagnolli
Sara Montagnolli (Innsbruck, 2 de dezembro de 1978) é uma jogadora de vôlei de praia austríaca, medalhista de prata no Campeonato Europeu de 2001 na Noruega.

## Carreira
Em 1999 formou dupla com Sabina Basagic e disputarm o Campeonato Europeu de Voleibol de Praia Sub-23 em Schinias e obtiveram a medalha de prata e foi semifinalista ao lado de Kerstin Pichler no Campeonato Europeu de Sub-23 de 2001 em Esposende.
Na temporada de 2008 formava dupla com Barbara Hansel e em 2011 conquistaram a medalha de prata no Campeonato Europeu de 2011 na cidade de Kristiansand, e a parceria perdurou até 2012.

## Títulos e resultados
- Aberto de Marselha do Circuito Mundial de Vôlei de Praia de 2010
- Aberto de Sanya do Circuito Mundial de Vôlei de Praia de 2012
- Grand Slam de Stare Jabłonki do Circuito Mundial de Vôlei de Praia de 2010
- Grand Slam de Klagenfurt do Circuito Mundial de Vôlei de Praia de 2010
- Grand Slam de Klagenfurt do Circuito Mundial de Vôlei de Praia de 2009
- Campeonato Europeu Sub-23:2001